# Lenka Pavlovič
Lenka Pavlovič (rozená Kotrbová, * 19. ledna 1986 České Budějovice) je česká operní pěvkyně a divadelní herečka a zpěvačka.

## Životopis
Lenka Kotrbová se narodila v Českých Budějovicích. Dětství prožila v Českých Velenicích. Ve druhé třídě byla matkou vyslána na nábor v základní umělecké školy v Třeboni. Vybrala si obor klavír, ale během náboru prohlásila nově nastupující ředitelka Stanislava Blažíčková, že pro studium klavíru nemá základní předpoklady, ale že to jsou právě nejlepší předpoklady pro zpěv. Následně nastoupila v roce 1993 na studium zpěvu na ZUŠ, kde byla ve třídě u Stanislavy Blažíčkové. Ve studiu zpěvu posléze pokračovala od roku 2002 na Církevní konzervatoři v Bratislavě u Evy Malatincové, kde už během studií se představila v několik operních postav na scéně Loutkového divadla v Bratislavě. V roce 2009 byla přijata na Hudební fakultu AMU v Praze, kde studovala u Heleny Kaupové a poté u Vladimíra Doležala. V roce 2011 si své pěvecké vzdělání také rozšířila na vídeňské Privatuniversität Wien u americké sopranistky Julie Conwell. V roce 2013 debutovala v libereckém Divadle F. X. Šaldy v roli Adély v Straussově operetě Netopýr a tím úspěšně vstoupila na profesionální scénu. Následně se stala častým hostem pražské Opery Národního divadla, Národního divadla Moravskoslezského v Ostravě, Divadla J. K. Tyla v Plzni, Divadla F. X. Šaldy v Liberci, Slezského divadla v Opavě, Státního divadla v Košicích, ale také na letních hudebních scénách jako Otáčivé hlediště Český Krumlov a Klassik Festival Schloss Kirchstetten.
Během 46. ročníku Mezinárodní pěvecké soutěže Antonína Dvořáka v roce 2011 v Karlových Varech získala několik ocenění, a to čestné uznání, cenu Beno Blachuta a cenu manželů Němcových za interpretaci árie Barče z opery Hubička. Za rok 2015 byla v nominaci na cenu Thálie v oboru opereta a muzikál v roli Komtesy Stázi v Čardášové princezny v Divadla J. K. Tyla v Plzni. Tu ale obdržela za rok 2016 za roli Hortensie v operetě Ples v opeře v Národním divadle Moravskoslezském v Ostravě. Za rok 2020 byla v nominaci na cenu Thálie v oboru opera v roli Jitky v opeře Dalibor v Jihočeském divadle v Českých Budějovicích.